# Подводные лодки проекта 206
Подводные лодки проекта 206 (нем. Klasse 206) — серия германских дизель-электрических подводных лодок. Созданы на основе проекта 205 и предназначались, как и другие германские послевоенные проекты подводных лодок, для выполнения задач береговой обороны. В 1970—1975 годах было построено 18 подводных лодок этого типа, полностью сменивших устаревшие лодки проекта 201 и частично — проекта 205. Вплоть до начала 2000-х годов подводные лодки проекта 206 составляли основу подводного флота Германии. В 1986—1992 годах 12 из них прошли кардинальную модернизацию, заключавшуюся в замене большинства внутренних систем, после чего модернизированные лодки стали обозначаться как проект 206A. Со второй половины 1990-х годов началось постепенное снятие подводных лодок этого типа с вооружения и замена современными лодками проекта 212. На начало 2009 года в строю оставалось только 6 подводных лодок проекта 206A. В июне 2010 года принято решение о снятии с эксплуатации подводных лодок проекта 206 в целях снижения расходов по техническому обслуживанию и текущему ремонту. Изначально эксплуатация подводных лодок проекта 206 планировалась вплоть до 2015 года.

## Представители
| Название | Заводской номер | Судоверфь           | Дата закладки  | Спуск на воду    | Ввод в строй    | Судьба                                   |
| -------- | --------------- | ------------------- | -------------- | ---------------- | --------------- | ---------------------------------------- |
| U 13     | S 192           | Howaldtswerke, Киль |                | 28 сентября 1971 | 19 апреля 1973  | пущена на слом 23 сентября 1997          |
| U 14     | S 193           | RNSW, Эмден         |                | 1 февраля 1972   | 19 апреля 1973  | пущена на слом 23 сентября 1997          |
| U 15     | S 194           | Howaldtswerke, Киль | 1 июня 1970    | 15 июня 1972     | 17 июля 1974    | 31 марта 2011 выведена из состава флота. |
| U 16     | S 195           | RNSW, Эмден         | 1 ноября 1970  | 29 августа 1972  | 9 ноября 1973   | 31 марта 2011 выведена из состава флота. |
| U 17     | S 196           | Howaldtswerke, Киль | 1 октября 1970 | 10 октября 1972  | 28 ноября 1973  | 31 марта 2011 выведена из состава флота. |
| U 18     | S 197           | RNSW, Эмден         | 1 апреля 1971  | 31 октября 1972  | 19 декабря 1973 | 31 марта 2011 выведена из состава флота. |
| U 19     | S 198           | Howaldtswerke, Киль |                | 15 декабря 1972  | 9 ноября 1973   | пущена на слом 23 августа 1998           |
| U 20     | S 199           | RNSW, Эмден         |                | 16 января 1973   | 24 мая 1974     | пущена на слом 26 сентября 1996          |
| U 21     | S 170           | Howaldtswerke, Киль |                | 9 марта 1973     | 16 августа 1974 | пущена на слом 3 июня 1998               |
| U 22     | S 171           | RNSW, Эмден         | 18 ноября 1971 | 27 марта 1973    | 26 июля 1974    | пущена на слом                           |
| U 23     | S 172           | RNSW, Эмден         | 5 марта 1973   | 25 мая 1974      | 2 мая 1975      | 31 марта 2011 выведена из состава флота. |
| U 24     | S 173           | RNSW, Эмден         | 20 марта 1972  | 26 июня 1973     | 16 октября 1974 | 31 марта 2011 выведена из состава флота. |
| U 25     | S 174           | Howaldtswerke, Киль | 1 июля 1971    | 23 мая 1973      | 14 июня 1974    | пущена на слом 31 января 2008            |
| U 26     | S 175           | RNSW, Эмден         | 14 июля 1972   | 20 ноября 1973   | 13 марта 1975   | пущена на слом 9 ноября 2005             |
| U 27     | S 176           | Howaldtswerke, Киль |                | 21 августа 1973  | 16 октября 1974 | пущена на слом 13 июня 1996              |
| U 28     | S 177           | RNSW, Эмден         |                | 22 января 1974   | 18 декабря 1974 | пущена на слом 30 июня 2004              |
| U 29     | S 178           | Howaldtswerke, Киль | 10 января 1972 | 5 ноября 1973    | 27 ноября 1974  | пущена на слом 31 декабря 2006           |
| U 30     | S 179           | RNSW, Эмден         | 5 декабря 1972 | 26 марта 1974    | 13 марта 1975   | пущена на слом 31 января 2007            |